# Pozuelo de Calatrava
Pozuelo de Calatrava este un oraș din Spania, situat în provincia Ciudad Real din comunitatea autonomă Castilia-La Mancha. Are o populație de 2.741 de locuitori.